# James Bowie
James Bowie avagy Jim Bowie (Logan megye, Kentucky, 1796. április 10. (?) – San Antonio, Texas, 1836. március 6.) úttörő és katona, akinek kiemelkedő szerepe volt a texasi forradalom során. Kentuckyban született, de élete nagy részét Louisianában töltötte, mielőtt Texasba ment, és csatlakozott a forradalomhoz. Az alamói csatában esett el.
Bowie ugyancsak ismert különleges pengéjű tőréről, amely azóta Bowie-késként ismert. A róla szóló történetek az egyik legszínesebb texasi nemzeti hőssé tették.

## Családja
Jim Bowie nagyapja, aki ugyancsak James volt, 1742-ben érkezett Amerikába. 1745-ben elvette Sarah Whiteheadet és Georgiába költöztek. Egyik gyermekük, Rezin, harcolt az amerikai függetlenségi háborúban. A háború alatt Rezin elvette Elve Jonest 1782-ben, és 10 gyerekük született. Elhagyták Georgiát, és a mai Tennessee-be költöztek. 1793. szeptember 8-án született ifjabb Rezin Bowie (a Bowie kés tervezője). Idősebb Rezin átköltöztette a családját Kentuckyba, ahol James Bowie született 1796. április 10. körül. Egy évvel később született Stephen.

## Élete
Bowie, Logan megyében (ma Simpson megye), Kentuckyban született, de élete nagy részét Louisianában töltötte. Fiatal évei alatt sokat vadászott és halászott, és a mondák szerint kötéllel fogott be aligátorokat, valamint megszelídített vadlovakat és medvéket. 1803-ban a család Louisianába költözött (St. Landry Parish). James és Rezin feliratkoztak a louisianai seregbe (Colman Martin ezredes), hogy az angol király hadserege ellen harcoljanak New Orleansban. James és a testvére túl későn érkeztek, mert a harcok addigra véget értek. 1812-ben a genti egyezmény végleg befejezte a háborút. Rezin elvette Margaret F. Neville-t 1814-ben, és 5 gyerekük született. Az apjuk 1821-ben meghalt.
A háború után Bowie és a testvére Texasba mentek és találkoztak Jean Lafitte-tel, a francia kalózzal, hogy illegális rabszolga-kereskedelembe kezdjenek. A kormány elfogadott egy törvényt 1808-ban, ami törvénytelenné tette a rabszolgák behozatalát az Egyesült Államokba. 
James és Rezin nagy vagyont szereztek a rabszolga-kereskedelemből, 65 000$-ra tettek szert, ami akkoriban jelentős összeg volt. Miután abbahagyták az illegális rabszolga-kereskedést, Bowie illegális telekspekulációba kezdett. Louisianában telepedett le 1814-ben (Rapides Parish). A texasi forradalom előtti időben, Bowie-nak sok bizonytalan kalandja volt, többek között a híres San Saba-i ezüstbányák utáni kutatás, ami sikertelennek bizonyult. Ez alatt az idő alatt sok harcba keveredett és híres lett a heves vérmérsékletéről. Rezin Bowie adta neki a legendás Bowie-tőrt: ez egy nagy, 10 és fél inch (26,7 cm) hosszú és 2 inch (5,1 cm) széles penge volt.

## Tettei
Bowie első híres tette, ami bátorságát mutatta, egy Natchezhez (Mississippi) közeli verekedés volt, melynek során páran meghaltak és ő maga is megsérült. Ez volt az úgynevezett homokzátony csata: egy párbajból alakult ki, Samuel Levi Wells és dr. Thomas Maddox között. A két ember egymásra lőtt, de nem találták el egymást. Egy néző (Alexander Crain) ekkor rálőtt egy másik nézelődőre, Samuel Cunyra, és el is találta. Bowie ekkor rálőtt Crainre, de elhibázta. Egy bankár (Norris Wright) mellkason lőtte Bowie-t. Bowie, nem törődve a sérülésével, üldözőbe vette Wrightot a késével. A csatározás alatt, többen rátámadtak Bowie-re a késükkel, de ő visszadöfte őket a hosszú pengéjével: e késharcról kapta későbbi nevét. Nem meglepő, a nagy pengéjű kés nagyon népszerű fegyverré vált, s Texasban mindenki olyan kést kért a kovácstól, mint Bowie-é.
Bowie 1831-ben elvette Ursula Maria de Veramendit (Texas kormányzójának lányát), és San Antonióban telepedtek le. 1833 szeptemberében, amíg Bowie Natchezben volt (és sárgaláztól szenvedett), Ursula Bowie és gyermekük meghalt kolerában.
James Bowie az alamói csatában halt meg, 39 évesen, mely során már előrehaladott tüdőbetegségben szenvedett (gümőkór).